# Danny Gokey

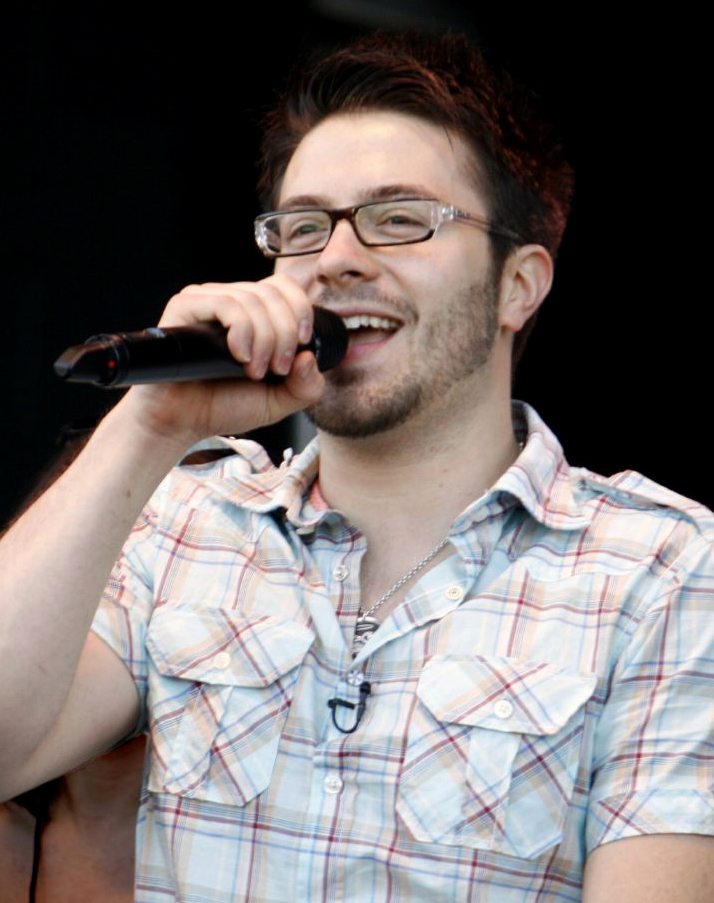
Danny Gokey (2009)

Daniel Jay Gokey (* 24. April 1980 in Milwaukee, Wisconsin) ist ein US-amerikanischer Sänger und Songwriter von Country- und christlicher Popmusik.

## Karriere
Danny Gokey kam durch das Singen im wöchentlichen Gottesdienst zur Musik. Auch später engagierte er sich neben seinem Beruf als Lkw-Fahrer weiter in der Kirche, er bestritt musikalisch Gottesdienste und war unter anderem musikalischer Leiter der Faith Builders International Ministries. Seine erste Frau Sophia, die er während der High-School-Zeit kennengelernt und 2004 geheiratet hatte, ermunterte ihn mehrfach, sich bei American Idol anzumelden. 2008 musste sie sich einer Herzoperation unterziehen, die sie nicht überlebte. Daraufhin erfüllte Gokey posthum ihren Wunsch.
Nur vier Wochen nach ihrem Tod sang er für die achte Staffel der Castingshow vor. Er qualifizierte sich für die Ausscheidungsrunden und schaffte es unter die letzten Drei, bevor er ausschied. Nach der Show und der anschließenden Idol-Tour unterschrieb er einen Plattenvertrag mit 19 Recordings/RCA Nashville. Trotz seines Hintergrunds mit christlicher Popmusik veröffentlichte er auf Empfehlung seines Mentors Randy Travis hin im März 2010 ein Countryalbum mit dem Titel My Best Days, das in den US-Albumcharts Platz 4 erreichte. Der Albumsong My Best Days Are Ahead of Me kam in die Singlecharts. Danach veröffentlichte er zwei Jahre später noch eine EP mit Countrysongs, von denen es Second Hand Heart noch in die Countrycharts schaffte.
Ab 2014 wandte er sich aber wieder der religiösen Musik zu und mit seinem zweiten Album Hope in Front of Me erreichte er in diesem Jahr Platz 1 der Christian-Music-Charts. In den offiziellen Albumcharts kam er noch auf Platz 40. Eine spanischsprachige Version des Albums kam 2016 in die Latin-Music-Charts. Dazwischen veröffentlichte er Ende 2015 das Album Christmas Is Here mit Weihnachtssongs, das Platz 1 unter den Weihnachtsalben belegte und bei den GMA Dove Award als Christmas Album of the Year ausgezeichnet.
Sein drittes Studioalbum Rise veröffentlichte Danny Gokey Anfang 2017. Damit kam er erneut auf Platz 1 der Christian Charts und unter die Top 40 der Billboard-200-Charts.

## Diskografie

### Studioalben
| Jahr | Titel                                     | Höchstplatzierung, Gesamtwochen, AuszeichnungChartplatzierungen (Jahr, Titel, Platzierungen, Wochen, Auszeichnungen, Anmerkungen) | Höchstplatzierung, Gesamtwochen, AuszeichnungChartplatzierungen (Jahr, Titel, Platzierungen, Wochen, Auszeichnungen, Anmerkungen) | Anmerkungen                            |
| Jahr | Titel                                     | US | Christ | Anmerkungen                            |
| ---- | ----------------------------------------- | --- | --- | -------------------------------------- |
| 2010 | My Best Days                              | US4 (12 Wo.)US | — | Erstveröffentlichung: 2. März 2010     |
| 2014 | Hope in Front of Me                       | US40 (2 Wo.)US | Christ1 (124 Wo.)Christ | Erstveröffentlichung: 23. Juni 2014    |
| 2015 | Christmas Is Here                         | — | Christ9 (14 Wo.)Christ | Erstveröffentlichung: 16. Oktober 2015 |
| 2016 | La Esperanza Frente a Mi                  | — | — | Erstveröffentlichung: 29. Juli 2016    |
| 2017 | Rise                                      | US32 (2 Wo.)US | Christ1 (58 Wo.)Christ | Erstveröffentlichung: 13. Januar 2017  |
| 2019 | Haven’t Seen It Yet                       | US76 (1 Wo.)US | Christ2 (109 Wo.)Christ | Erstveröffentlichung: 12. April 2019   |
| 2019 | The Greatest Gift: A Christmas Collection | — | Christ35 (7 Wo.)Christ | Erstveröffentlichung: 25. Oktober 2019 |
| 2021 | Jesus People                              | US99 (1 Wo.)US | Christ1 (17 Wo.)Christ | Erstveröffentlichung: 20. August 2021  |

### EPs
- 2012: Love Again

### Singles
| Jahr | Titel Album                                                | Höchstplatzierung, Gesamtwochen, AuszeichnungChartplatzierungen (Jahr, Titel, Album, Platzierungen, Wochen, Auszeichnungen, Anmerkungen) | Höchstplatzierung, Gesamtwochen, AuszeichnungChartplatzierungen (Jahr, Titel, Album, Platzierungen, Wochen, Auszeichnungen, Anmerkungen) | Anmerkungen                                                                            |
| Jahr | Titel Album                                                | US | Christ | Anmerkungen                                                                            |
| ---- | ---------------------------------------------------------- | --- | --- | -------------------------------------------------------------------------------------- |
| 2010 | My Best Days Are Ahead of Me My Best Days                  | US82 (1 Wo.)US | — |                                                                                        |
| 2014 | Hope in Front of Me                                        | — | Christ4 (32 Wo.)Christ |                                                                                        |
| 2015 | More Than You Think I Am Hope in Front of Me               | — | Christ17 (21 Wo.)Christ |                                                                                        |
| 2015 | Lift Up Your Eyes Christmas Is Here                        | — | Christ17 (6 Wo.)Christ |                                                                                        |
| 2015 | Mary, Did You Know? Christmas Is Here                      | — | Christ14 (4 Wo.)Christ |                                                                                        |
| 2016 | Tell Your Heart to Beat Again Hope in Front of Me          | US— GoldUS | Christ2 (41 Wo.)Christ | Verkäufe: + 500.000                                                                    |
| 2016 | Rise                                                       | — | Christ5 (31 Wo.)Christ |                                                                                        |
| 2017 | The Comeback Rise                                          | — | Christ11 (26 Wo.)Christ |                                                                                        |
| 2018 | Masterpiece Rise                                           | — | Christ20 (20 Wo.)Christ |                                                                                        |
| 2018 | If You Ain’t It Rise                                       | — | Christ26 (21 Wo.)Christ |                                                                                        |
| 2018 | The Prayer The Greatest Gift: A Christmas Collection       | — | Christ20 (5 Wo.)Christ | Erstveröffentlichung: 2. November 2018 mit Natalie Grant                               |
| 2019 | Haven’t Seen It Yet                                        | US— GoldUS | Christ3 (32 Wo.)Christ | Verkäufe: + 500.000                                                                    |
| 2019 | Wanted Haven’t Seen It Yet                                 | — | Christ33 (22 Wo.)Christ | Erstveröffentlichung: 6. September 2019                                                |
| 2020 | Love God Love People Haven’t Seen It Yet                   | — | Christ5 (29 Wo.)Christ | Erstveröffentlichung: 17. April 2021                                                   |
| 2020 | Be Alright –                                               | US— GoldUS | Christ2 (26 Wo.)Christ | Erstveröffentlichung: 11. September 2020 Verkäufe: + 500.000; mit Evan Craft & Redimi2 |
| 2020 | Joy to the World The Greatest Gift: A Christmas Collection | — | Christ47 (2 Wo.)Christ |                                                                                        |
| 2021 | New Day Haven’t Seen It Yet                                | — | Christ14 (22 Wo.)Christ | Erstveröffentlichung: 8. Januar 2021                                                   |
| 2021 | Every Victory See The Light (Live)                         | — | Christ29 (3 Wo.)Christ | Erstveröffentlichung: 5. Februar 2021 mit The Belonging Co                             |
| 2021 | We All Need Jesus Jesus People                             | — | Christ13 (2 Wo.)Christ | Erstveröffentlichung: 9. April 2021 mit Koryn Hawthorne                                |
| 2021 | Stand in Faith Jesus People                                | — | Christ10 (35 Wo.)Christ | Erstveröffentlichung: 21. Mai 2021                                                     |
| 2021 | He Believes in You Jesus People                            | — | Christ48 (1 Wo.)Christ | Erstveröffentlichung: 2. Juli 2021                                                     |
| 2023 | My America (I Still Believe) –                             | — | Christ45 (1 Wo.)Christ | Erstveröffentlichung: 23. Juni 2023                                                    |
| 2024 | I Got You –                                                | — | Christ43 (3 Wo.)Christ | Erstveröffentlichung: 12. Januar 2024                                                  |

Weitere Singles
- 2009: You Are so Beatiful
- 2010: I Will Not Say Goodbye
- 2011: Second Hand Heart

### Gastbeiträge
| Jahr | Titel Album         | Höchstplatzierung, Gesamtwochen, AuszeichnungChartplatzierungen (Jahr, Titel, Album, Platzierungen, Wochen, Auszeichnungen, Anmerkungen) | Höchstplatzierung, Gesamtwochen, AuszeichnungChartplatzierungen (Jahr, Titel, Album, Platzierungen, Wochen, Auszeichnungen, Anmerkungen) | Anmerkungen                                                                                 |
| Jahr | Titel Album         | US | Christ | Anmerkungen                                                                                 |
| ---- | ------------------- | --- | --- | ------------------------------------------------------------------------------------------- |
| 2018 | Tuyo Into the Night | — | Christ40 (13 Wo.)Christ | Erstveröffentlichung: 17. August 2018 Social Club Misfits feat. Danny Gokey & Jordin Sparks |